# ساترن ۵

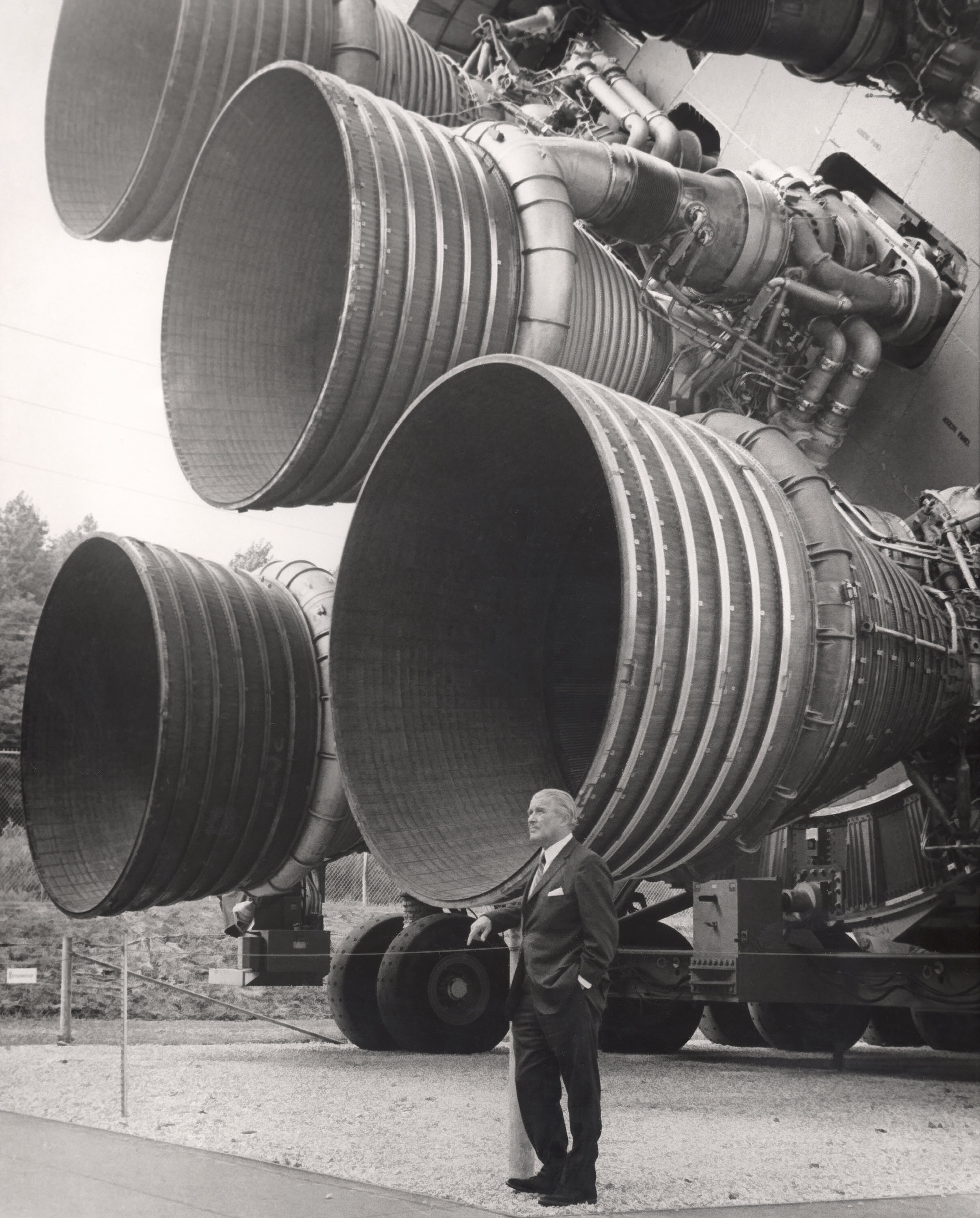
دکتر ورنر فون براون (سازنده موشک) در کنار موتور رانشی موشک ساترن ۵

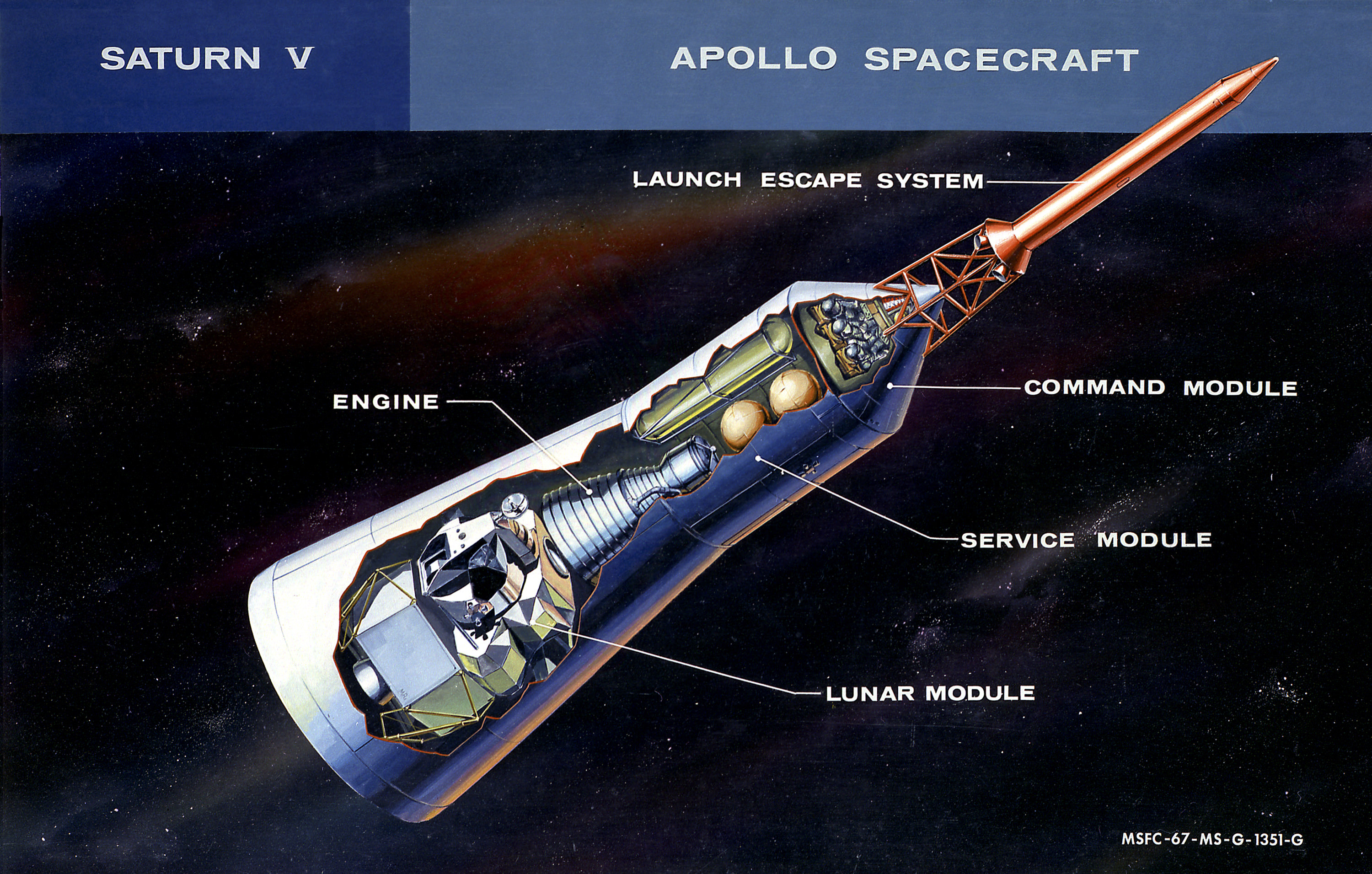
بسته کامل فضاپیمای آپولو: سیستم پرتاب فرار، سفینه فرماندهی، سفینه خدمات، سفینه ماه‌نشین، آداپتور سفینه ماه‌نشین فضاپیما

ساترن ۵ (به انگلیسی: Saturn V) یک موشک فضایی ساخت ناسا است که با با ارتفاع بیش از ۱۱۰ متر تا سال ۲۰۲۲ به‌عنوان بلندترین موشک فضایی شناخته می‌شد.

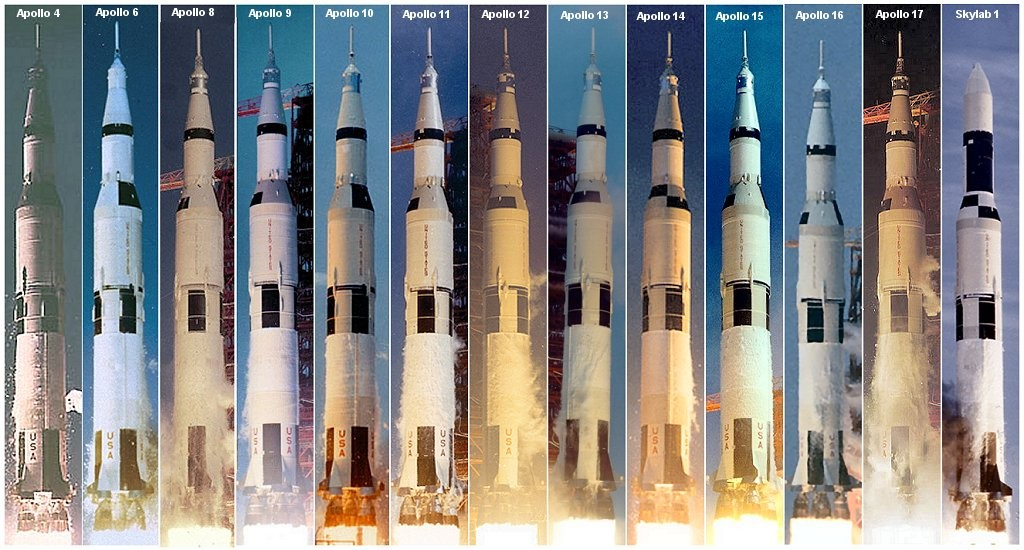
تصاویری از پرتاب‌های ساترن ۵

ساترن ۵ برای حمل فضاپیماهای آپولو به کره ماه طراحی و ساخته شده‌ بود. این نوع موشک ۱۳ بار از مرکز فضایی کندی در فلوریدا بدون از دست دادن خدمه یا بار پرتاب شد. ساترن ۵ بلندترین، قدرتمندترین و سنگین‌ترین موشکی است که تا سال ۲۰۲۲ به وضعیت عملیاتی رسیده و رکورددار حمل سنگین‌ترین محموله به مدار نزدیک زمین به وزن ۱۴۰ هزار کیلوگرم است. این محموله شامل مرحله سوم سوخت و  سفینه فرماندهی و خدمات آپولو و ماه‌نشین آپولو به ماه می‌شد.
تا به امروز، ساترن ۵ تنها حامل انسان‌ها به نقاط فراتر از مدار نزدیک زمین بوده‌است. در کل ۱۵ فروند از این موشک‌ها ساخته شدند اما تنها ۱۳ فروند از آن‌ها پرواز کردند و دو فروند دیگر برای آزمایش‌های زمینی ساخته شده بودند.
از دسامبر ۱۹۶۸ تا دسامبر ۱۹۷۲ (در طی چهار سال)، مجموعاً ۲۴ فضانورد (سه نفر از آنها دو بار) با این موشک به ماه پرتاب شدند.
ورنر فون براون، مهندس ارشد و سرپرست تیم طراحی خانواده موشک‌های فضایی ساترن (از ساترن ۱ تا ساترن ۵) بوده‌است. فون براون یکی از مهندسان ارشد صنایع موشکی آلمان بود که در پایان جنگ جهانی دوم تسلیم نیروهای آمریکایی شد و به همراه تعدادی دیگر از دانشمندان آلمانی برای کار روی صنایع موشکی در قالب پروژه عملیات گیره کاغذ و به‌طور مخفیانه به آمریکا آورده شد.